# Mohammad Rezaji
Mohammad Rezaji (pers. محمد رضایی; ur. 21 marca 1978) – irański zapaśnik w stylu wolnym. Brązowy medal na igrzyskach azjatyckich w 2002. Złoto na mistrzostwach Azji w 2006. Piąty w Pucharze Świata w 2006; szósty w 2005; siódmy w 2007. Mistrz świata juniorów w 1997 roku.